# Adler (azienda)
La Adlerwerke vorm. H. Kleyer AG è stata una casa automobilistica tedesca fondata nel 1886 a Francoforte sul Meno da Heinrich Kleyer come fabbrica di biciclette. La produzione si espanse poi al settore motociclistico (con un triciclo) nel 1899 e a quello automobilistico nel 1900. Proprio quest'ultimo settore sarà il più prolifico per il numero di modelli, 25 prodotti fino al 1939.

## Storia

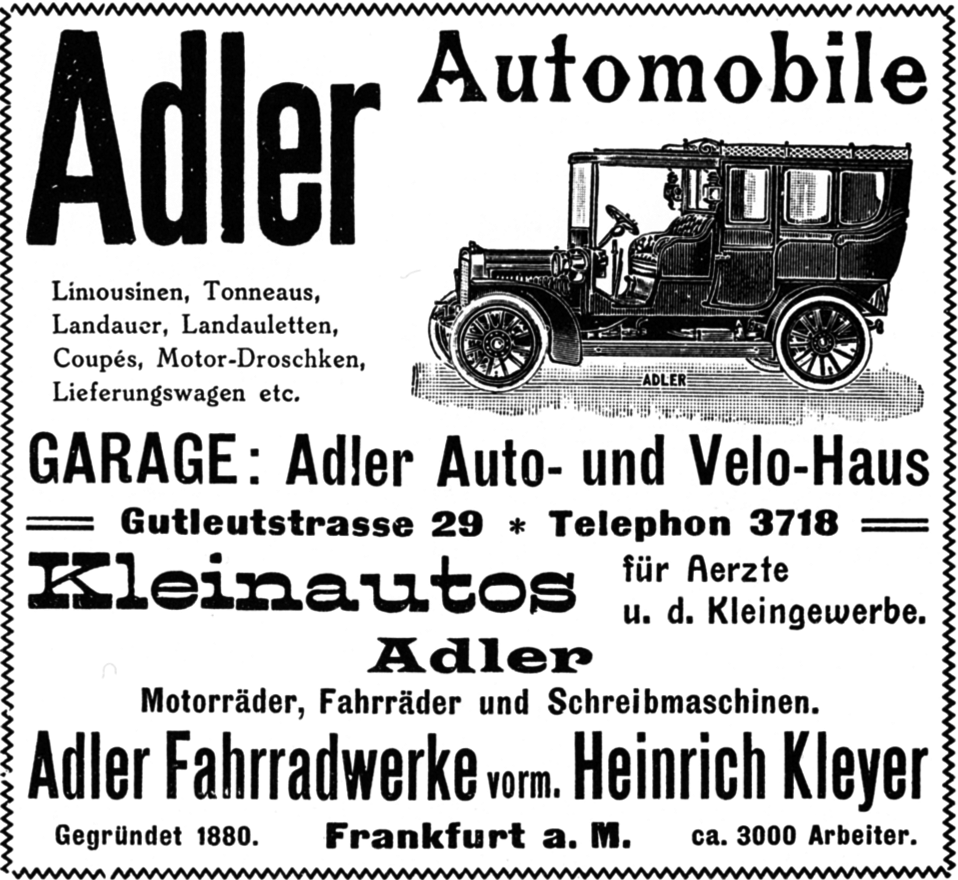
Pubblicità Adlerwerke, 1907

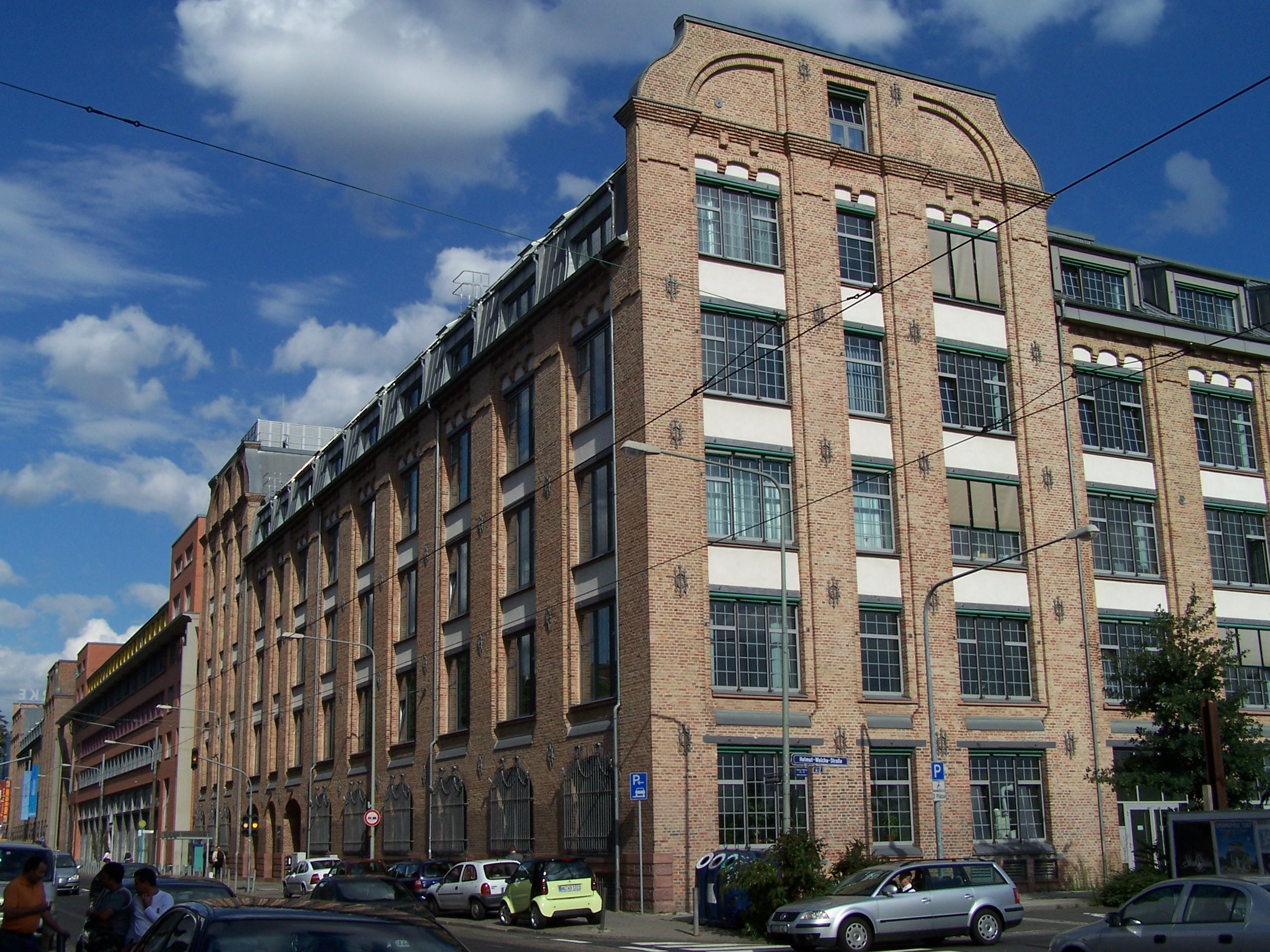
Edificio Adlerwerke, da Kleyerstraße, 2007

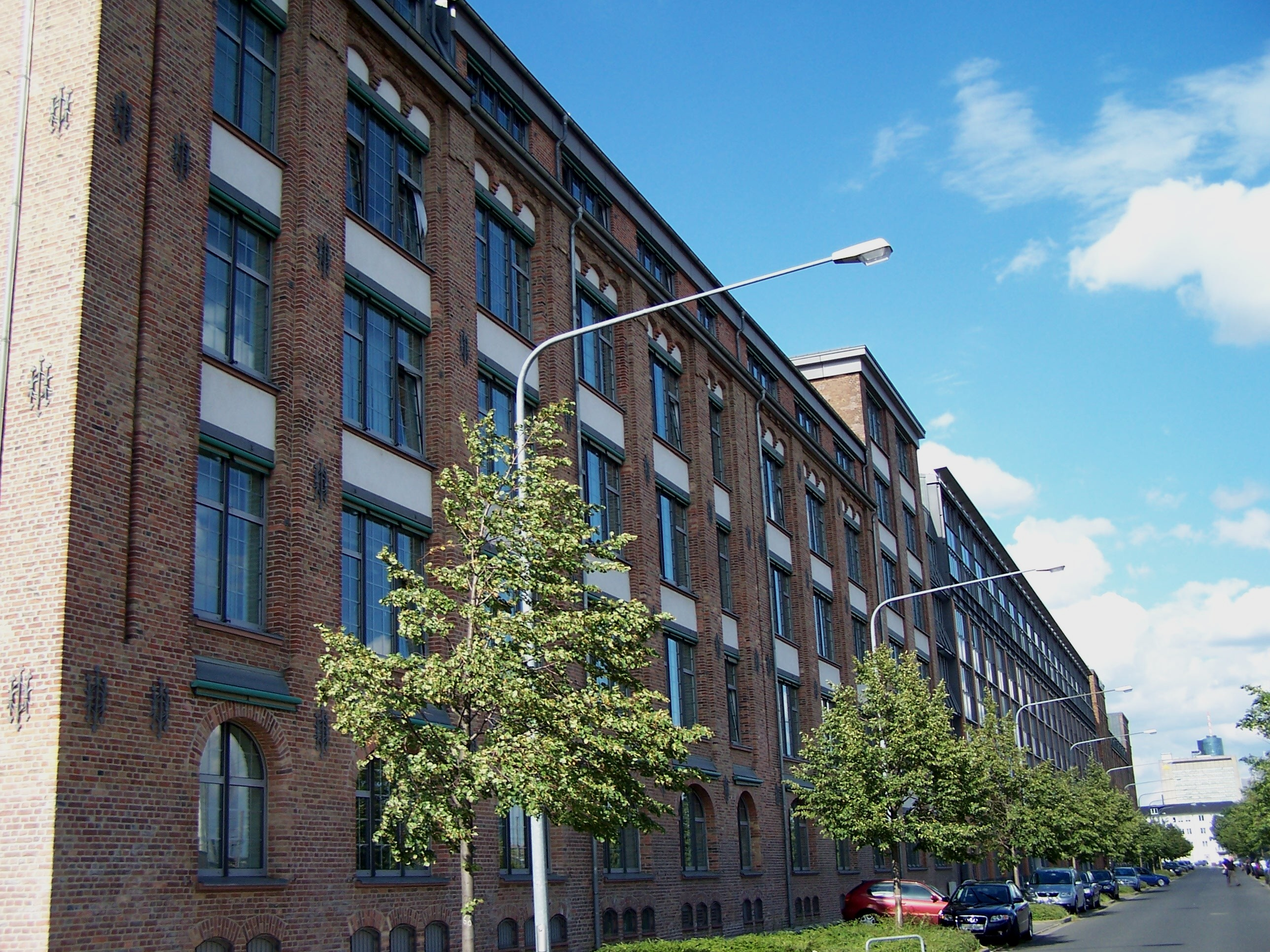
Edificio Adlerwerke, da Weilburger Straße, 2007

La Adler-Fahrradwerke, fabbrica biciclette Adler di Francoforte sul Meno in Gutleutstraße 9 (l'edificio non è sopravvissuto) produceva dal 1880 ad opera di Heinrich Kleyer, fondatore della società Heinrich Kleyer GmbH. Nel 1889 presso Frankfurt-Gallus tra Höchster Straße (più tardi Kleyerstraße) e Weilburger Straße su una area di 18.000 m² viene creata una fabbrica da 600 posti di lavoro. Accanto alle biciclette vengono fabbricati anche tricicli e Voiturette-Auto, con motori della francese De Dion. Nel 1895/1896 la società diventa Aktiengesellschaft come Adlerwerke vorm. H. Kleyer AG, con capitale sociale di 2,5 mln di Marchi, che dal 1898 crea un dividendo del 20%. Nel 1898 viene anche avviata la produzione di macchine per scrivere presso la Weilburger Straße.
Dal 1901 vengono prodotte anche motociclette con motorizzazione sempre De-Dion. Nel 1902 lo scrittore Otto Julius Bierbaum con una 8-PS-Adlerwagen intraprende un viaggio in Italia, lo riporta nel libro Eine empfindsame Reise im Automobil. Nel 1903 viene assunto l'ing. Edmund Rumpler presso l'Adler-Konstruktionsbüro e viene sviluppato il primo motore, prodotto dal 1904. Adler fu il primo costruttore di Germania nel 1905 ad avere tutte parti del veicolo autoprodotte. Dal 1907 fino alla seconda guerra mondiale non vennero più prodotte motociclette. Alla Internationale Luft- und Raumfahrtausstellung Berlin del 1909 viene presentato un prototipo di motore aeronautico per dirigibile. Tra il 1910 al 1912 viene eretta la sede architettonicamente monumentale.
Nel 1914 il 20% di automobili in Germania erano Adler. Dopo quattro anni allo scoppio della prima guerra mondiale aprono una seconda fabbrica che occupa 10.000 persone. Nel 1930 gli occupati furono 3.000, e fino alla seconda guerra mondiale 7.000. Negli anni '20 viene aperta una filiale a Berlino in Zimmerstraße/Belle-Allianz-Straße e un autosalone in Straße Unter den Linden e anche in Hardenbergstraße.
Nella prima metà degli anni'30 la Adlerwerke fu il terzo costruttore di auto dopo Opel e Auto Union in Germania, nel 1936 la Mercedes-Benz era al 4º posto. La Adler Standard 6 con motore in linea a sei cilindri risale al 1926. Fu un modello orientato alla Chrysler 60, fu la prima auto in Germania ad avere i freni idraulici della ATE su licenza Lockheed. Con la carrozzeria completamente in acciaio la Standard 6 fu la prima in Europa nel periodo, molto richiesta negli USA. Fino al 1934 la Adler ne produsse 30.000. Sulla stessa base tecnica nel 1928 nacque la Standard 8 con motore in linea a otto cilindri e nel 1929 la più piccola con motore in linea a quattro cilindri Favorit. Nel 1930 il noto progettista architetto Walter Gropius fece da consulente e disegnò le carrozzerie e il marchio. Un lavoro in comune fu la „Kubuslimousine“ che creò un nuovo paradigma, non meno importante della grande depressione; si rivelò difficile anche il rapporto dell'amico di Gropius, Le Corbusier, con l'imprenditore francese Gabriel Voisin.
Dopo la insolvenza della sua azienda, la Röhr Auto AG, Hans Gustav Röhr dal 1931 fino alla fine del 1935 divenne progettista capo della Adlerwerke. Sviluppò nel 1932 la Adler Trumpf, macchina media, con sospensioni indipendenti su tutte le ruote e trazione anteriore. Con il motore da un litro di cilindrata seguì nel 1934 la trazione anteriore utilitaria Adler Trumpf Junior, che venne prodotta fino al 1939 in oltre 100.000 esemplari. Complessivamente la Adlerwerke costruì 210.000 automobili. Nel 1935 si separò dalla Flugzeugbau Max Gerner.
Nel novembre 1935 divenne capo progettista dalla Steyr-Daimler-Puch, Karl Jenschke e sviluppò la Adler 2,5 Liter Autobahnwagen con carrozzeria aerodinamica.

### Durante la seconda guerra mondiale
La Adlerwerke ebbe durante la seconda guerra mondiale degli Arbeitslager per i lavoratori forzati presso Francoforte sul Meno in Froschhäuser Straße, Kleyerstraße 45 e Krifteler Straße 47 (Werk IV). Durante il bombardamento di Francoforte sul Meno del 22. marzo 1944 la Adlerwerke fu gravemente danneggiata e una grossa parte della produzione perduta. La produzione di motori e veicoli semicingolati per la Wehrmacht (Sd.Kfz. 10 e 11) rimase in loco. La forza lavoro diminuì, anche tra i prigionieri dei campi. Pertanto la guida della azienda fu in mano alla RuSHA che controllava i prigionieri. Vennero occupati prigionieri nel sito Werk I sulla Weilburger Straße. Tra l'agosto 1944 e il 24. marzo 1945 furono circa 1.600 uomini con il nome di Katzbach. Circa un sesto morirono presso il campo KZ-Außenlager, una grossa parte vennero presi per essere portati in altri lager, così solo una piccola parte sopravvissero presso la Adlerwerken. Il 24. marzo 1945 circa 400 prigionieri di Hanau, Schlüchtern, Fulda e Hünfeld vennero fatti marciare in una Todesmarsch verso il campo di concentramento di Buchenwald (Endphaseverbrechen).

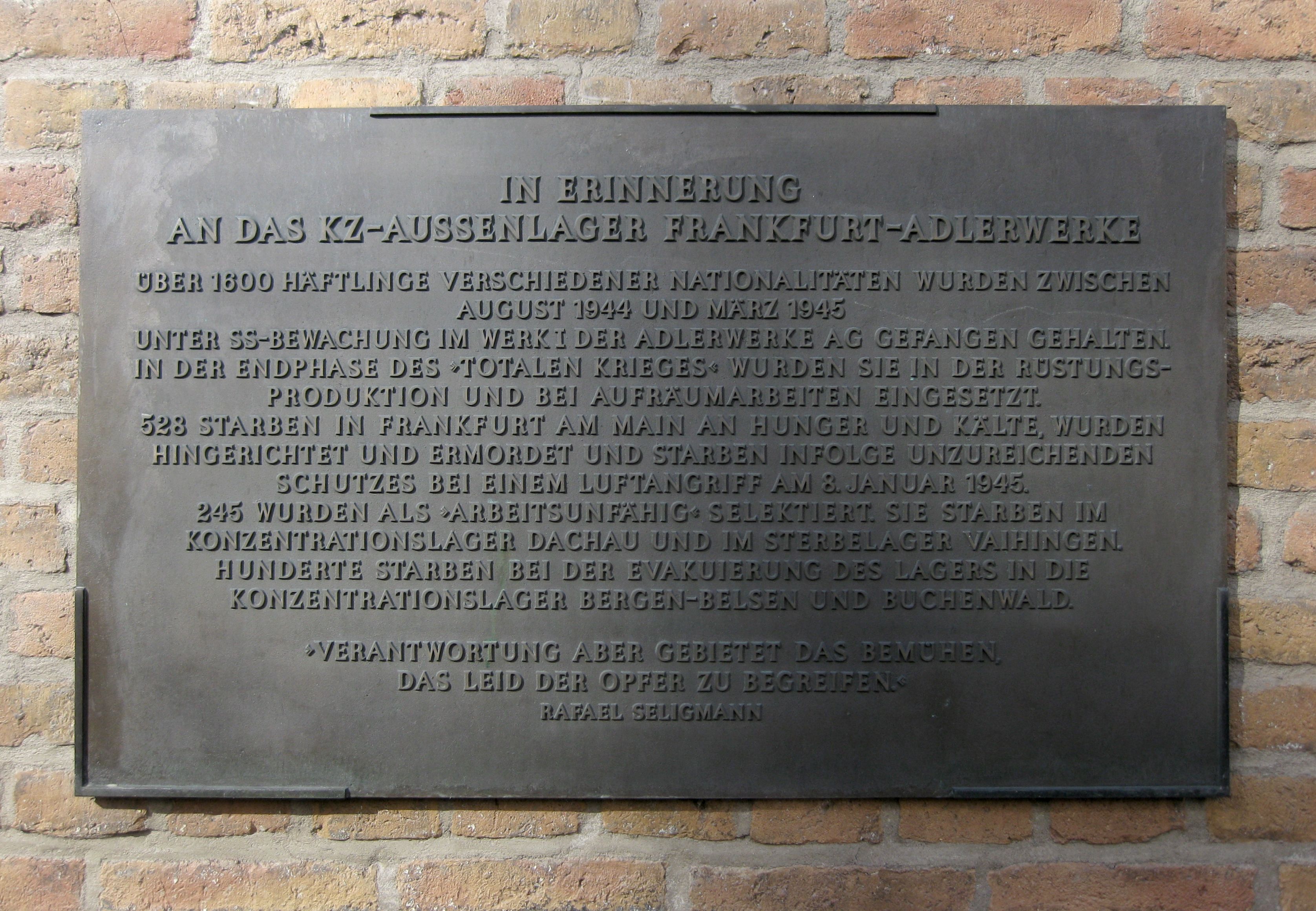
Targa commemorativa per i lavoratori prigionieri KZ-Außenlagers
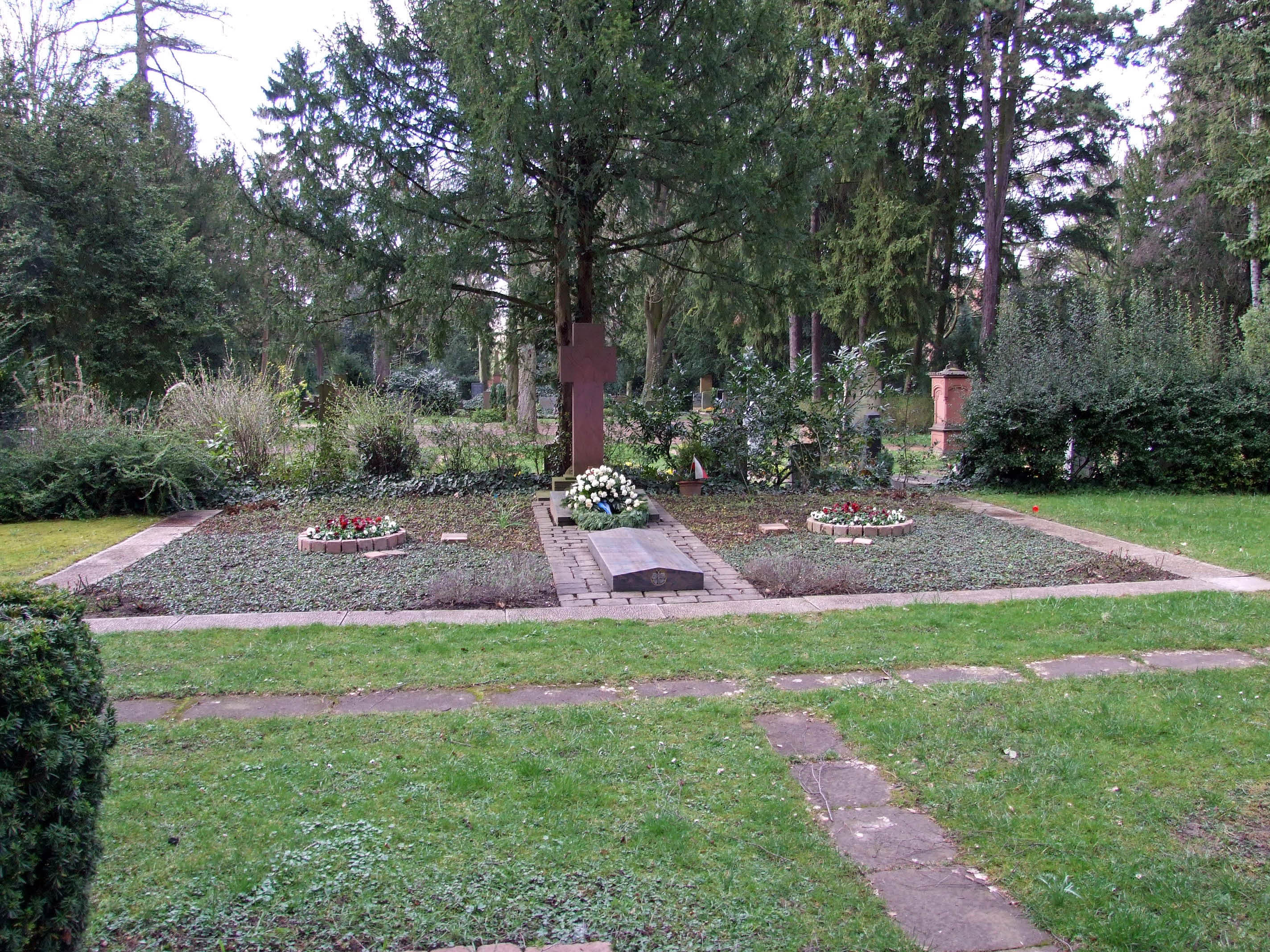
Tomba memoriale presso il cimitero centrale di Francoforte
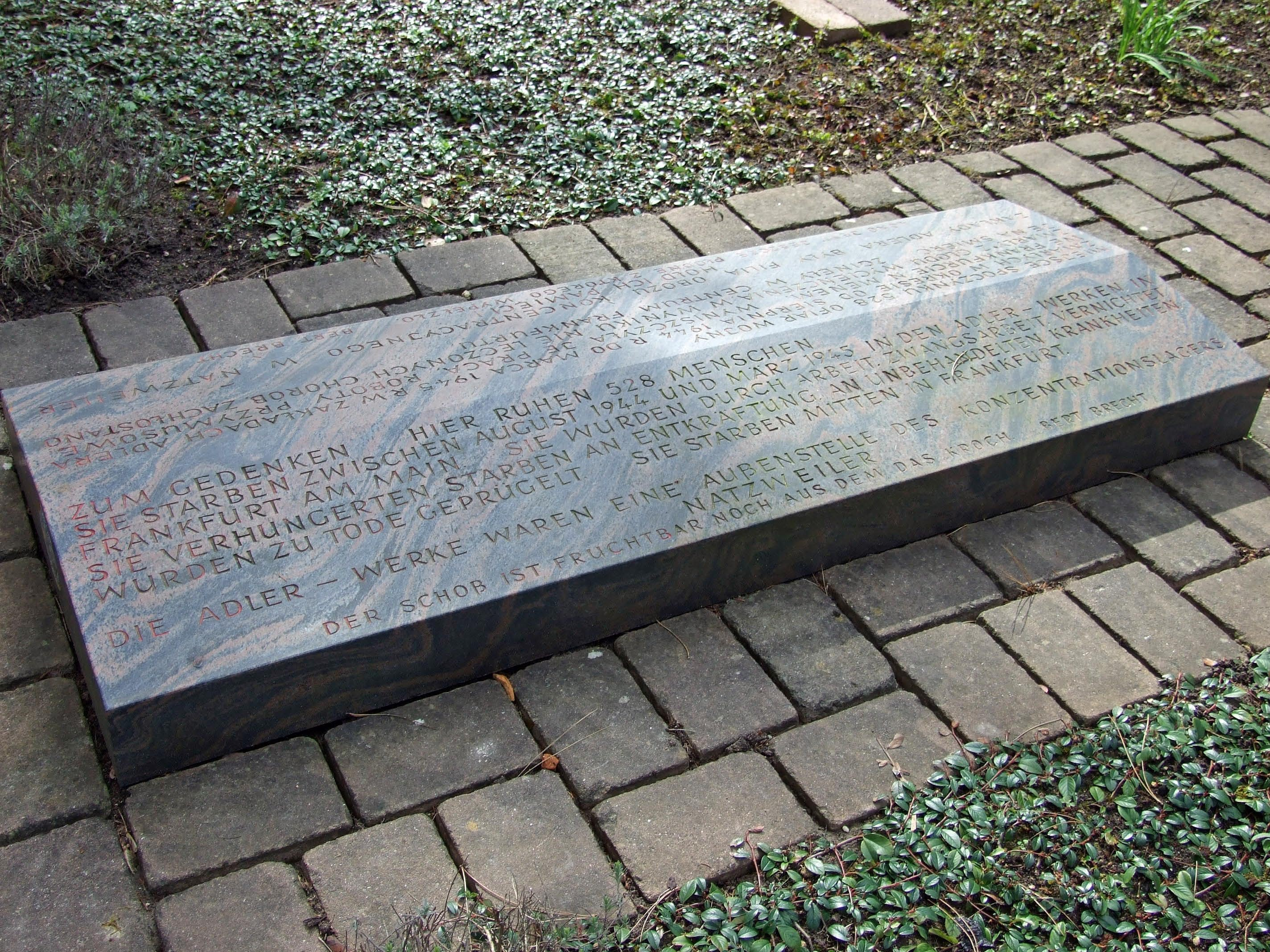
Dettaglio

### Dopo la guerra
Dopo la guerra l'impianto industriale divenne sotto il controllo degli americani. Fino al 1948 la speranza dei lavoratori fu quella di continuare a produrre automobili. Questa speranza svanì quando il direttore generale Ernst Hagemeier dal ritorno dell'internamento nel 1948 impedì la ripresa della produzione automobilistica. Dopo la perdita della fabbricazione di automobili, cambiò il programma di produzione. Accanto alle biciclette e macchine per ufficio vennero prodotte anche motociclette e macchine utensili. Con una motocicletta del 1949 Adler entrò nel mercato motociclistico. Negli anni '50 produssero anche motociclette sportive. Il modello di punta fu la MB 250 S (Sport) con un bicilindrico a due tempi, potenza 18 HP. Nel 1955 venne prodotto il motorino Adler Junior di 100 cm³.
Nel 1957 Max Grundig compra la società Triumph Werke Nürnberg AG così come il controllo della Adlerwerken, che segna la fine della produzione motociclistica. Nel 1958 Grundig AG ingloba i suoi registratori audio Grundig-Stenorette e Grundig-Tonbandgerätewerke sulle macchine da ufficio Triumph-Adler Büromaschinen-Vertriebsgesellschaft. Anche le successive proprietà Triumph-Adler come Litton Industries, Volkswagen AG e Olivetti produssero macchine per ufficio.
Nel 1993 la Olivetti vende la Adlerwerke con la sede storica di Francoforte alla Immobilieninvestor Roland Ernst e al costruttore Philipp Holzmann. Non vennero più prodotte macchine per ufficio e nel 1998 venne chiuso il sito storico protetto dai beni architettonici. Nel 1999 viene acquisita la HBAG Real Estate (già Kühltransit AG) da Philipp Holzmann con il 98,3 % delle azioni della Adlerwerke.
La Adlerwerke nel 2002 diventa Adler Real Estate per un progetto immobiliare. Dal 2005 la maggioranza delle azioni è in mano a un fondo americano.

## Adler e le auto
La prima autovettura venne costruita utilizzando un motore monocilindrico De Dion-Bouton, posto anteriormente, da 3,5 CV e trasmissione a cardano anziché a catena. Questa soluzione venne adottata quasi contemporaneamente per alcuni suoi modelli anche dalla Renault.
Tra le innovazioni meccaniche successive si può menzionare l'adozione delle sospensioni indipendenti nel 1903 e quella della produzione del motore in blocco unico con la scatola del cambio. Sempre nei primi anni del XX secolo la Adler si espande all'estero con l'apertura di una officina in Austria e con l'inizio dell'esportazione in Gran Bretagna delle sue produzioni. Sul mercato interno tedesco acquista ulteriore notorietà per l'aver fornito all'imperatore Guglielmo II una versione speciale della "40/50 CV".
Nel decennio che precede la seconda guerra mondiale si avvale della collaborazione del famoso architetto Walter Gropius per il design del modello "Standard 8" risalente al 1931 e si dedica anche alla costruzione di modelli sportivi che ottengono 22 record internazionali e importanti vittorie di categoria al Leister Trophy, a Spa-Francorchamps e alla 24 ore di Le Mans.

## Autoveicoli

### Automobili

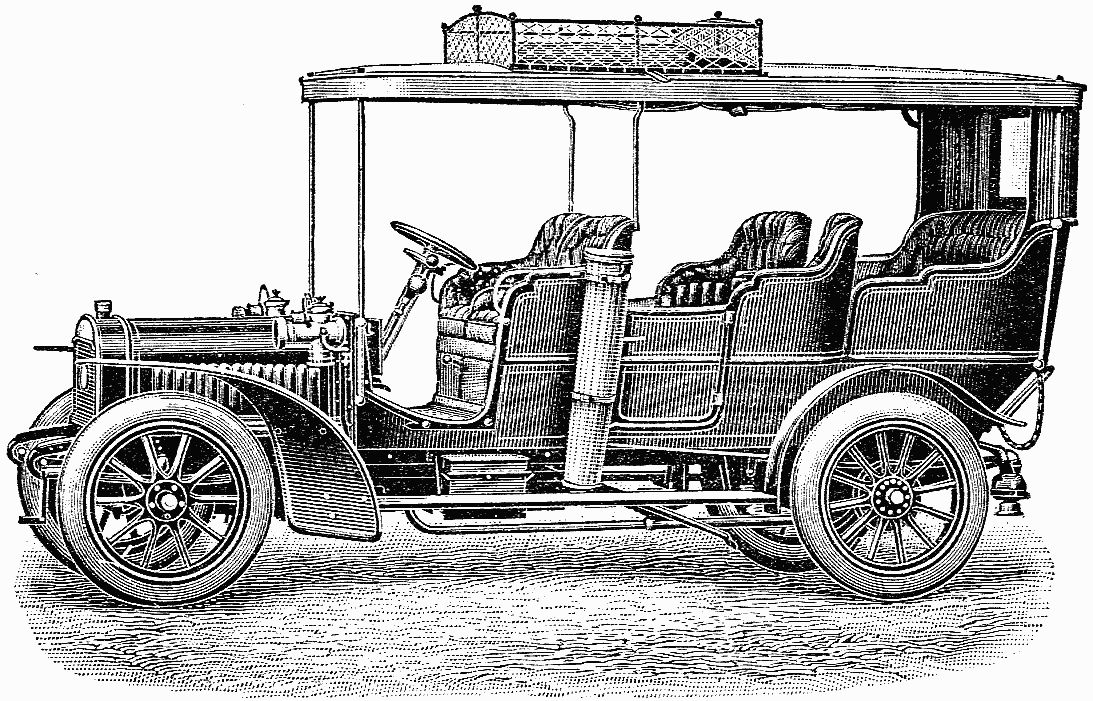
Adler 24/28 PS

| Tipo                | Periodo   | Cilindri   | Cilindrata cm³ | Potenza kW e (HP) | Velocità massima km/h |
| ------------------- | --------- | ---------- | -------------- | ----------------- | --------------------- |
| Vis-à-Vis           | 1900–1903 | 1          | 400            | 2,6 (3,5)         | 30                    |
| 4,5 PS              | 1900–1903 | 1          | 510            | 3,3(4,5)          | 35                    |
| 8 PS                | 1901–1903 | 1          | 865            | 5,9 (8)           | 40                    |
| 24/28 PS            | 1904–1905 | 4 in linea | 4.016          | 20,6 (28)         | 65                    |
| 8/12 (8/14) PS      | 1904–1906 | 2 in linea | 2.008          | 8,8–10,3 (12–14)  | 50                    |
| 4/8 PS              | 1906–1907 | 2 V        | 1.032          | 5,9 (8)           | 55                    |
| 5/9 PS              | 1907–1909 | 2 in linea | 1.134          | 6,6 (9)           | 60                    |
| 8/15 PS             | 1907–1910 | 4 in linea | 2.011          | 11 (15)           | 55                    |
| 11/18 PS            | 1907–1910 | 4 in linea | 2.799          | 13,2 (18)         | 55                    |
| 23/50 PS            | 1909–1912 | 4 in linea | 5.800          | 42,6 (58)         |                       |
| 19/45 PS            | 1909–1912 | 4 in linea | 4.840          | 35 (48)           |                       |
| 13/30 PS            | 1909–1912 | 4 in linea | 3.180          | 25,7 (35)         |                       |
| 10/28 PS            | 1909–1912 | 4 in linea | 2.612          | 22 (30)           |                       |
| K 7/15 PS           | 1910–1913 | 4 in linea | 1.768          | 11 (15)           | 60                    |
| KL 7/17 PS          | 1910–1913 | 4 in linea | 1.768          | 12 (17)           | 60                    |
| 30/70 PS            | 1911–1914 | 4 in linea | 7.853          | 51 (70)           | 115                   |
| 35/80 PS            | 1911–1914 | 4 in linea | 9.081          | 62,5 (85)         |                       |
| K 5/13 PS           | 1911–1920 | 4 in linea | 1.292          | 9,6–10,3 (13–14)  | 55                    |
| 20/50 PS            | 1912–1914 | 4 in linea | 5.229          | 40 (55)           | 105                   |
| 15/40 PS            | 1913–1914 | 4 in linea | 3.866          | 33 (45)           | 90                    |
| 9/24 PS             | 1913–1914 | 4 in linea | 2.313          | 17,6 (24)         | 70                    |
| 25/55 PS            | 1913–1914 | 4 in linea | 6.457          | 44 (60)           |                       |
| KL 6/16 PS          | 1913–1920 | 4 in linea | 1.551          | 11,8 (16)         | 60                    |
| 12/30 PS            | 1914      | 4 in linea | 3.115          | 25,7 (35)         |                       |
| 9/24 (9/30) PS      | 1921–1924 | 4 in linea | 2.298          | 17,6–22 (24–30)   | 65–75                 |
| 12/34 (12/40) PS    | 1921–1924 | 4 in linea | 3.115          | 25–29 (34–40)     | 85                    |
| 18/60 PS            | 1921–1924 | 4 in linea | 4.712          | 44 (60)           | 100                   |
| 6/22 PS             | 1922–1923 | 4 in linea | 1.550          | 16 (22)           | 75                    |
| 10/50 PS            | 1925–1927 | 6 in linea | 2.580          | 37 (50)           | 90                    |
| 18/80 PS            | 1925–1927 | 6 in linea | 4.704          | 59 (80)           | 100                   |
| 6/25 PS             | 1925–1928 | 4 in linea | 1.550          | 18 (25)           | 80                    |
| Standard 6          | 1927–1928 | 6 in linea | 2.540          | 33 (45)           | 85–90                 |
| Standard 8          | 1928–1933 | 8 in lina  | 3.887          | 51–59 (70–80)     | 100–105               |
| Standard 6 A/S      | 1928–1934 | 6 in linea | 2.916          | 37 (50)           | 85–90                 |
| Favorit             | 1929–1933 | 4 in linea | 1.943          | 25,7 (35 PS)      | 80                    |
| Primus 1,5 A        | 1932–1934 | 4 in linea | 1.504          | 23,5–24,2 (32–33) | 90                    |
| Trumpf 1,5 AV       | 1932–1934 | 4 in linea | 1.504          | 23,5–24,2 (32–33) | 95                    |
| Favorit 2U          | 1933–1934 | 4 in linea | 1.943          | 29 (40)           | 90                    |
| Standard 6 3U       | 1933–1934 | 6 in linea | 2.916          | 44 (60)           | 100                   |
| Achtzylinder        | 1933–1934 | 8 in linea | 3.887          | 59 (80)           | 105                   |
| Trumpf Sport        | 1933–1935 | 4 in linea | 1.645          | 34,5 (47)         | 115                   |
| Primus 1,7 A        | 1933–1936 | 4 in linea | 1.645          | 28 (38)           | 95                    |
| Trumpf 1,7 AV       | 1933–1936 | 4 in linea | 1.645          | 28 (38)           | 100                   |
| Diplomat            | 1934–1938 | 6 in linea | 2.916          | 44–48 (60–65)     | 100–105               |
| Trumpf Junior 1G/E  | 1934–1941 | 4 in linea | 995            | 18,4 (25)         | 90                    |
| Trumpf Junior Sport | 1935–1937 | 4 in linea | 995            | 20,6 (28)         | 110                   |
| Trumpf 1,7 EV       | 1936–1938 | 4 in linea | 1.645          | 28 (38)           | 102                   |
| Primus 1,7 E        | 1937–1938 | 4 in linea | 1.645          | 28 (38)           | 100                   |
| 2,5 Liter           | 1937–1940 | 6 in linea | 2.494          | 42,6 (58)         | 125                   |
| 2,5 Liter Sport     | 1938–1939 | 6 in linea | 2.494          | 59 (80)           | 150                   |
| 2 Liter             | 1938–1940 | 4 in linea | 1.910          | 33 (45)           | 110                   |

### Galleria automobili

Adler 4 1/2 HP Vis-à-vis 1901
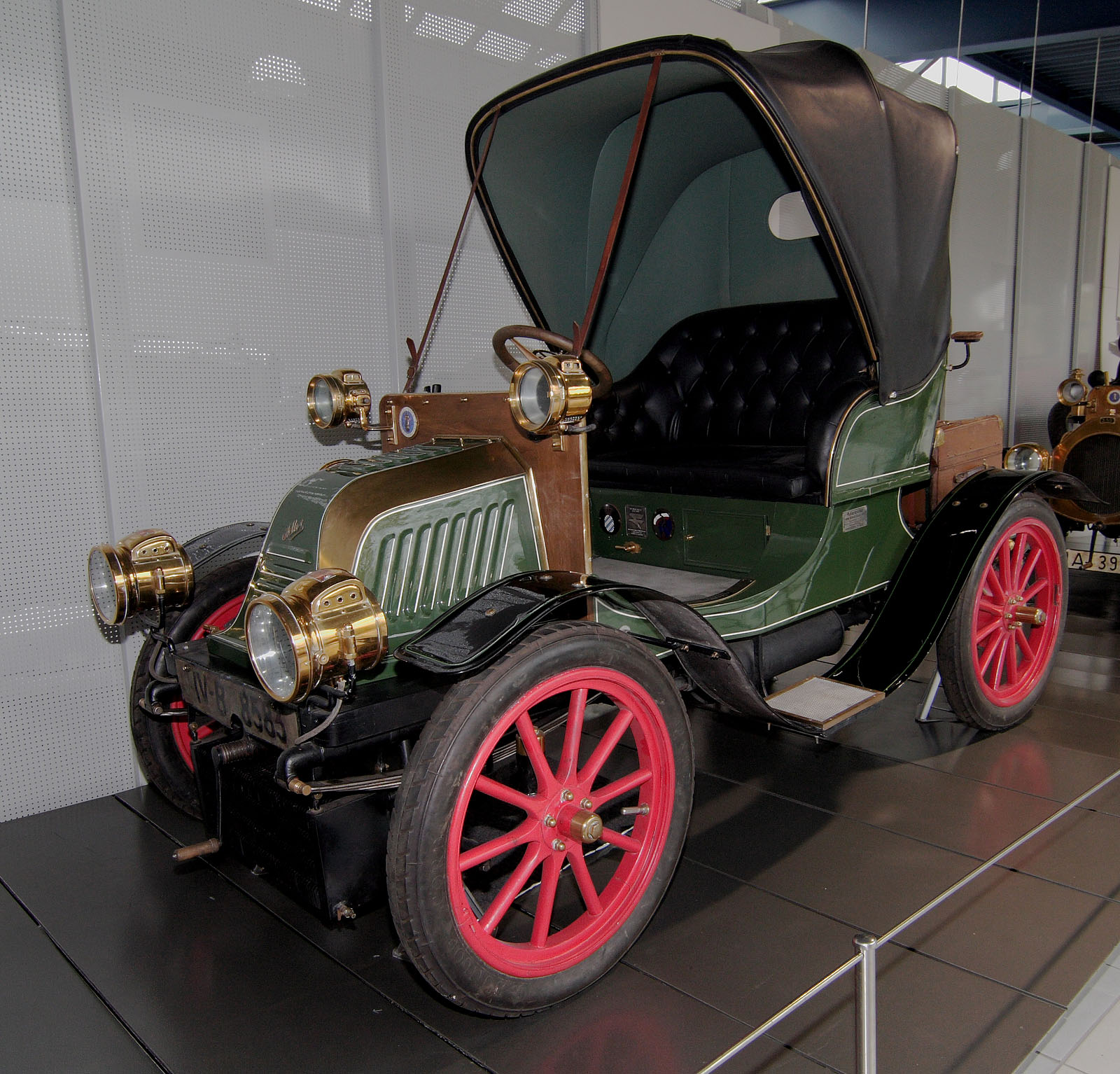
Adler 1903
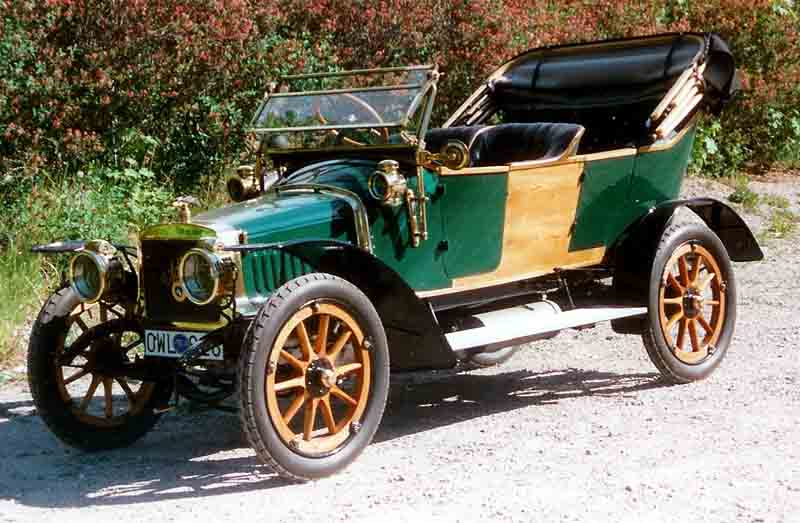
Adler Doppelphaeton 1910
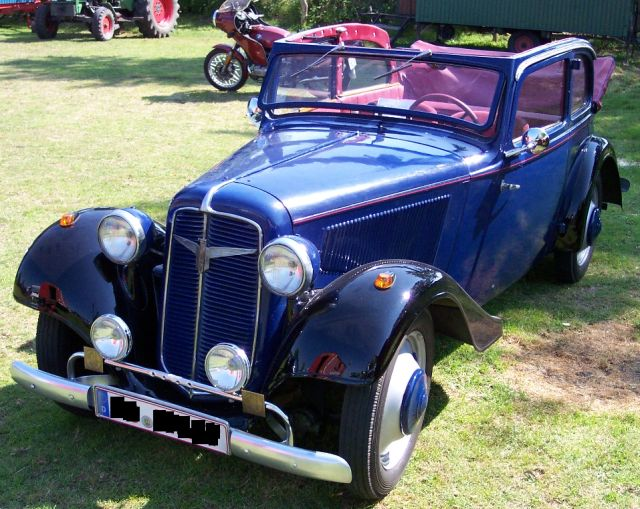
Adler Trumpf Junior, Verkaufsschlager zwischen 1934 und 1940
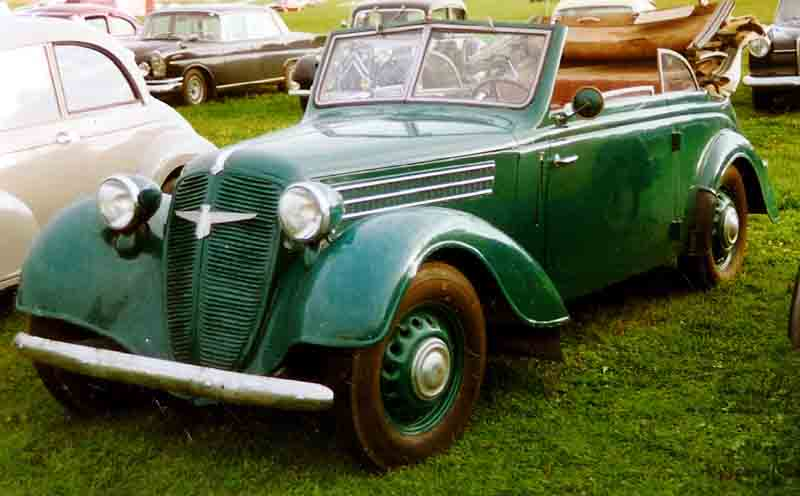
Adler 2 Liter 1939
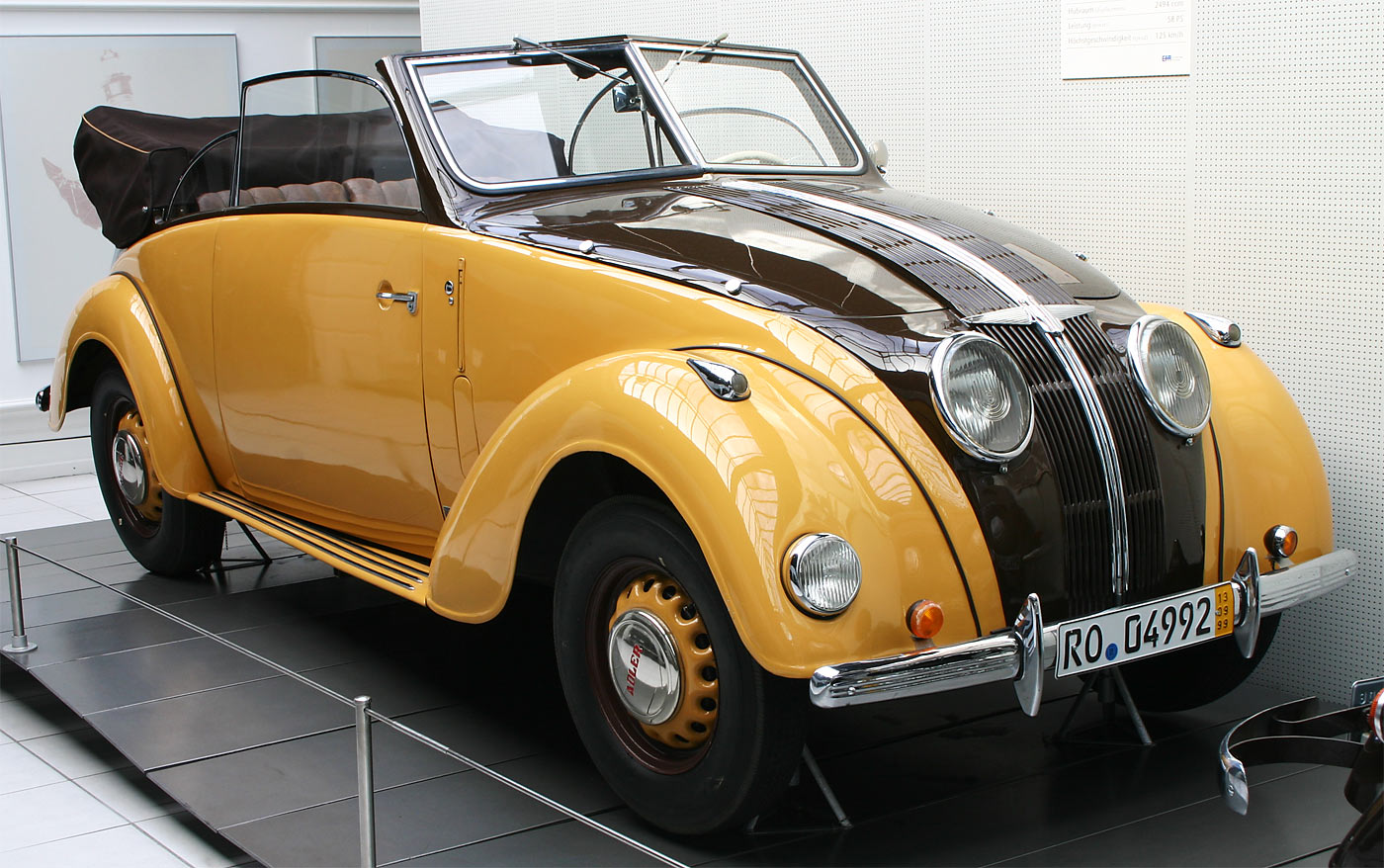
Adler 2,5 Liter Cabriolet 1937–1939, 58 PS, 125 km/h im EFA-Museum für Deutsche Automobilgeschichte
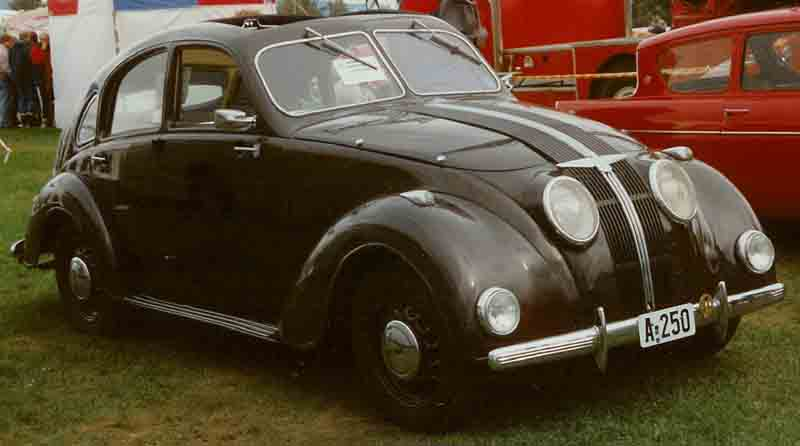
Adler 2,5 Liter Limousine

### Veicoli commerciali
- Lieferwagen[2]
- Schnell-Lieferwagen con Spezialausstattung[2]

## Adler e le motociclette

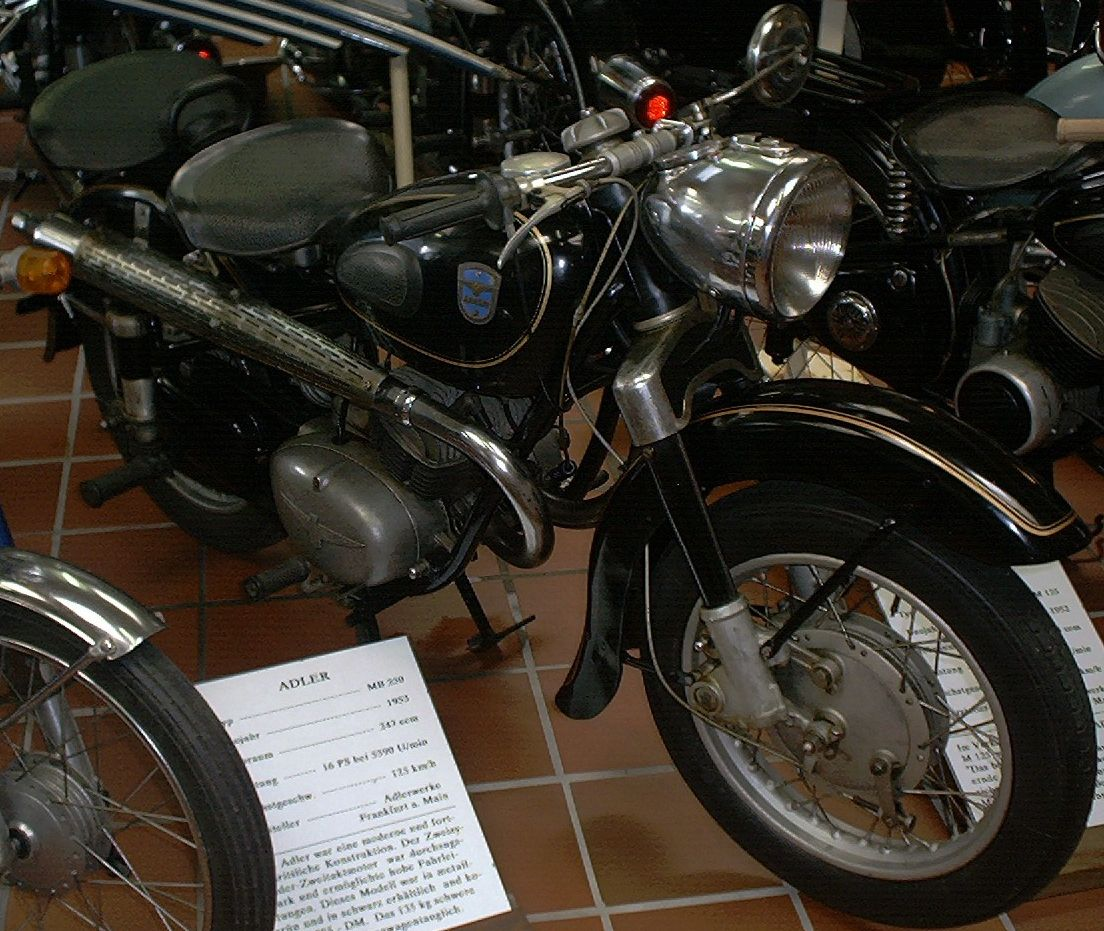
Motociclo Adler MB 250 del 1953

Con lo scoppio della seconda guerra mondiale l'Adler cessò l'attività nel comparto automobilistico, mai più ripreso, mentre nel 1949 riprende invece la produzione di motociclette che prosegue fino al 1957 con un solo modello fabbricato il MB 200 e 250.
Le caratteristiche tecniche del mezzo, con motore bicilindrico piuttosto avanzato per i tempi, furono oggetto di studio e di ispirazione anche nella progettazione dei primi modelli della Yamaha.

### Motociclette
| Tipo                       | Periodo                 | Motore         | Cilindrata cm³ | Potenza HP           | Velocità massima km/h |
| -------------------------- | ----------------------- | -------------- | -------------- | -------------------- | --------------------- |
| Modell 1 Modell 2 Modell 4 | 1902 1903 1904–06       | Dion 1 cil.    |                | 1,75 2,0 2,5         |                       |
| Modell 8                   | 1905–06                 | 1 cil.         |                | 2,5                  |                       |
| Modell 12                  | 1906–07                 | 1 cil.         |                | 2,5                  |                       |
| Modell 9 Modell 17         | 1905–06 1907–08         | 1 cil.         |                | 3,0                  |                       |
| Modell 13                  | 1906                    | 1 cil.         |                | 3,0                  |                       |
| Modell 14                  | 1906–07                 | 2 cil.         |                | 3,0                  |                       |
| Modell 10 Modell 18        | 1905–06 1907–08         | 2 cil.         |                | 4,0                  |                       |
| Modell 15                  | 1906                    | 2 cil.         |                | 4,0                  |                       |
| M 60                       | 1947–48                 | 1 cil. 2 tempi | 60             | 2,2                  |                       |
| M 100                      | 1949–54 1954–56         | 1 cil. 2 tempi | 98             | 3,75 (5200/min) 4,1  | 70 70; con Sozius 60  |
| M 125                      | 1952–56                 | 1 cil. 2 tempi | 123            | 5,6 / 6,8 (5750/min) | 80 / 88               |
| M 150 MB 150               | 1951–53 1954–56         | 1 cil. 2 tempi | 147            | 6,8 8,4 (5840/min)   | 95                    |
| M 2011 MB 201              | 1954–56                 | 1 cil. 2 tempi | 199            | 10,5 (5700/min)      | 100                   |
| M 200 MB 200               | 1951–53 1954–57         | 2 cil. 2 tempi | 195            | 9,3 11,4 (5450/min)  | 95 101                |
| M 250 MB 250 Favorit       | 1952–53 1954–56 1956–57 | 2 cil. 2 tempi | 247            | 16 (5590/min)        | 116,5                 |
| M 250S MB 250S Sprinter    | 1952–53 1954–56 1956–57 | 2 cil. 2 tempi | 247            | 18 (6200/min)        | >120                  |

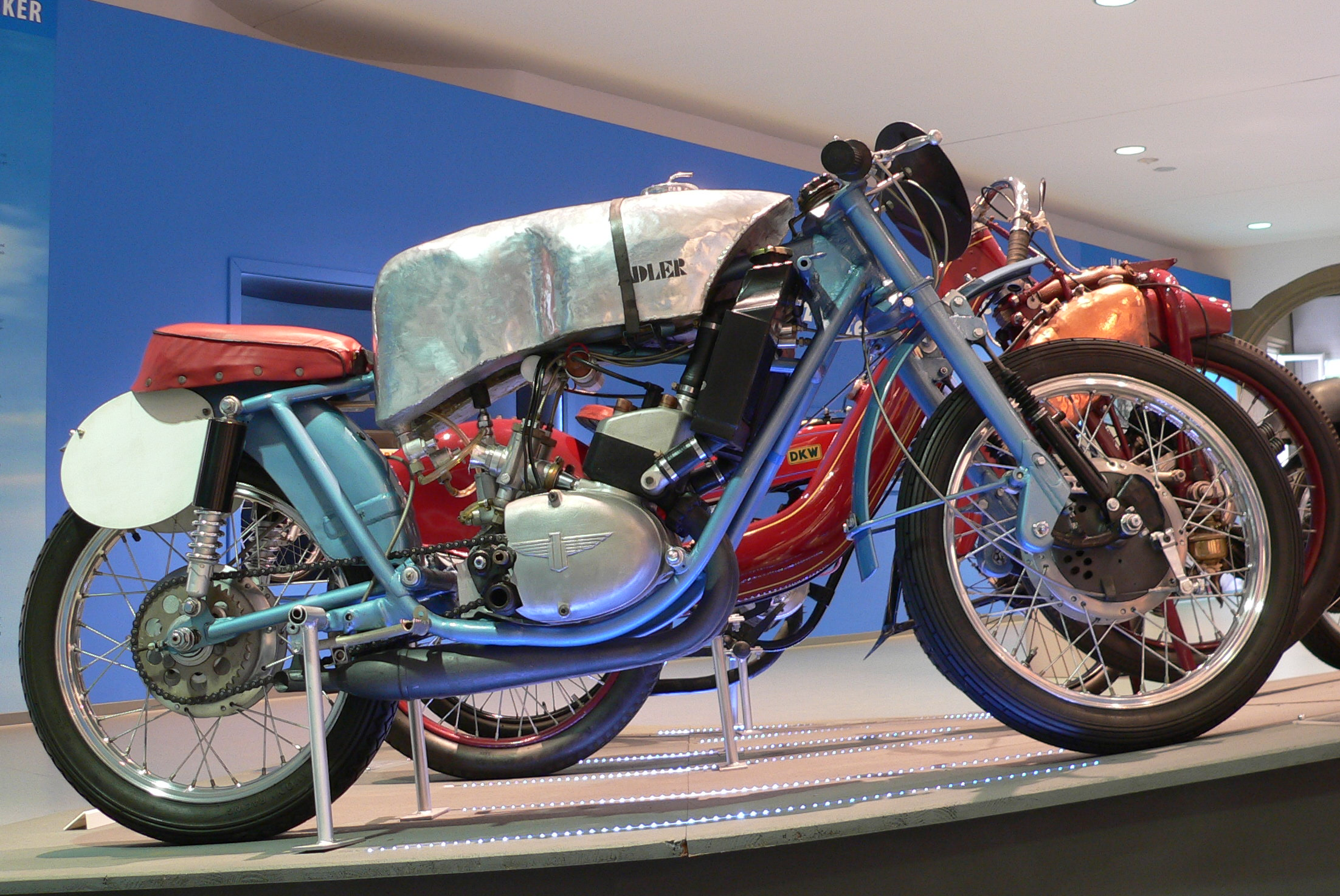
Adler MB 250 RS von 1955 im Zweirad-Museum Neckarsulm

- Adler MB 250 G (Geländemaschine, 18 PS)
- Adler MB 250 RS (Spezialausführung der MB 250 S, 26 PS, 160 km/h)

### Galleria motociclette

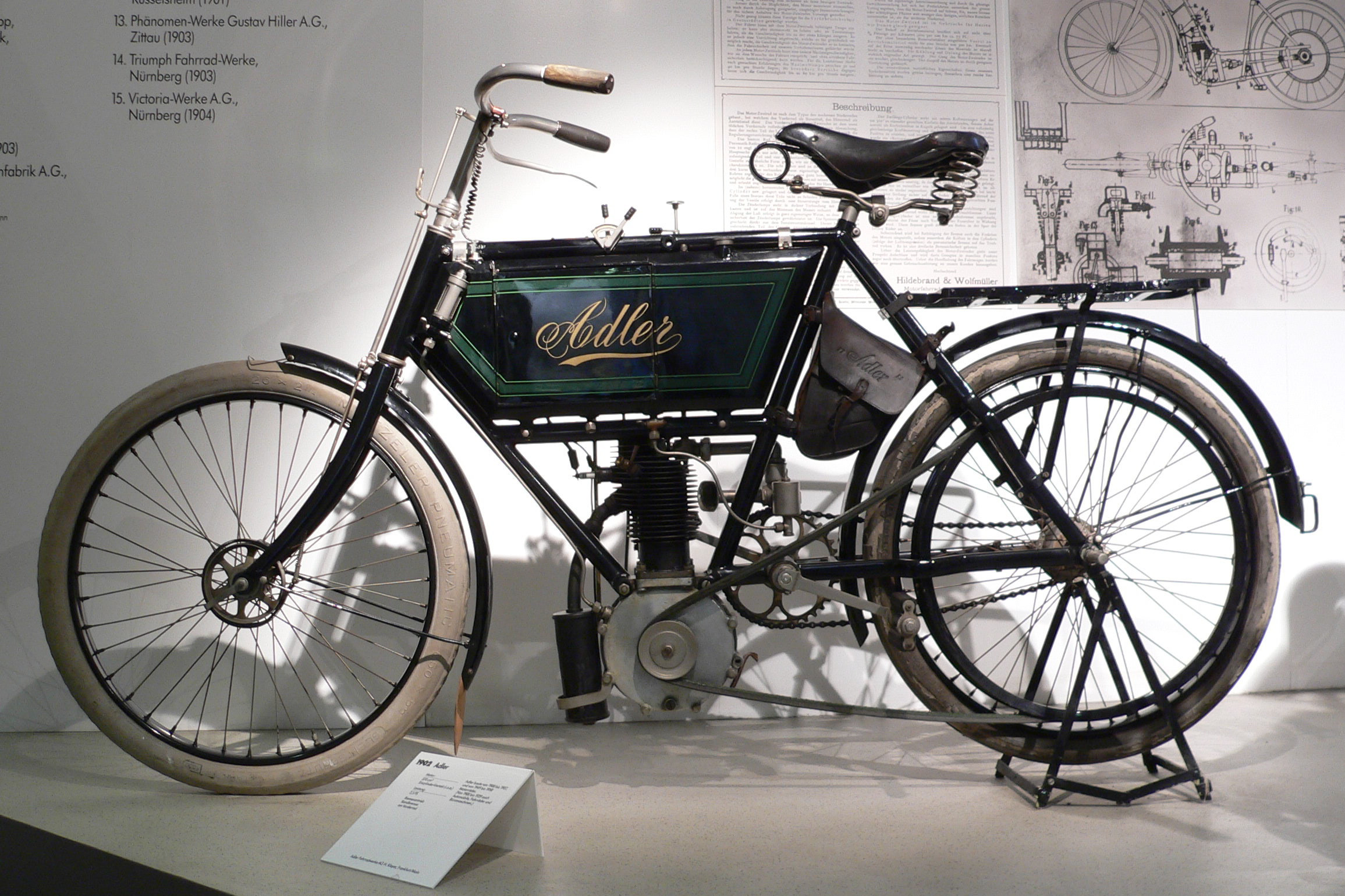
Adler Motorrad von 1902 im Zweirad-Museum
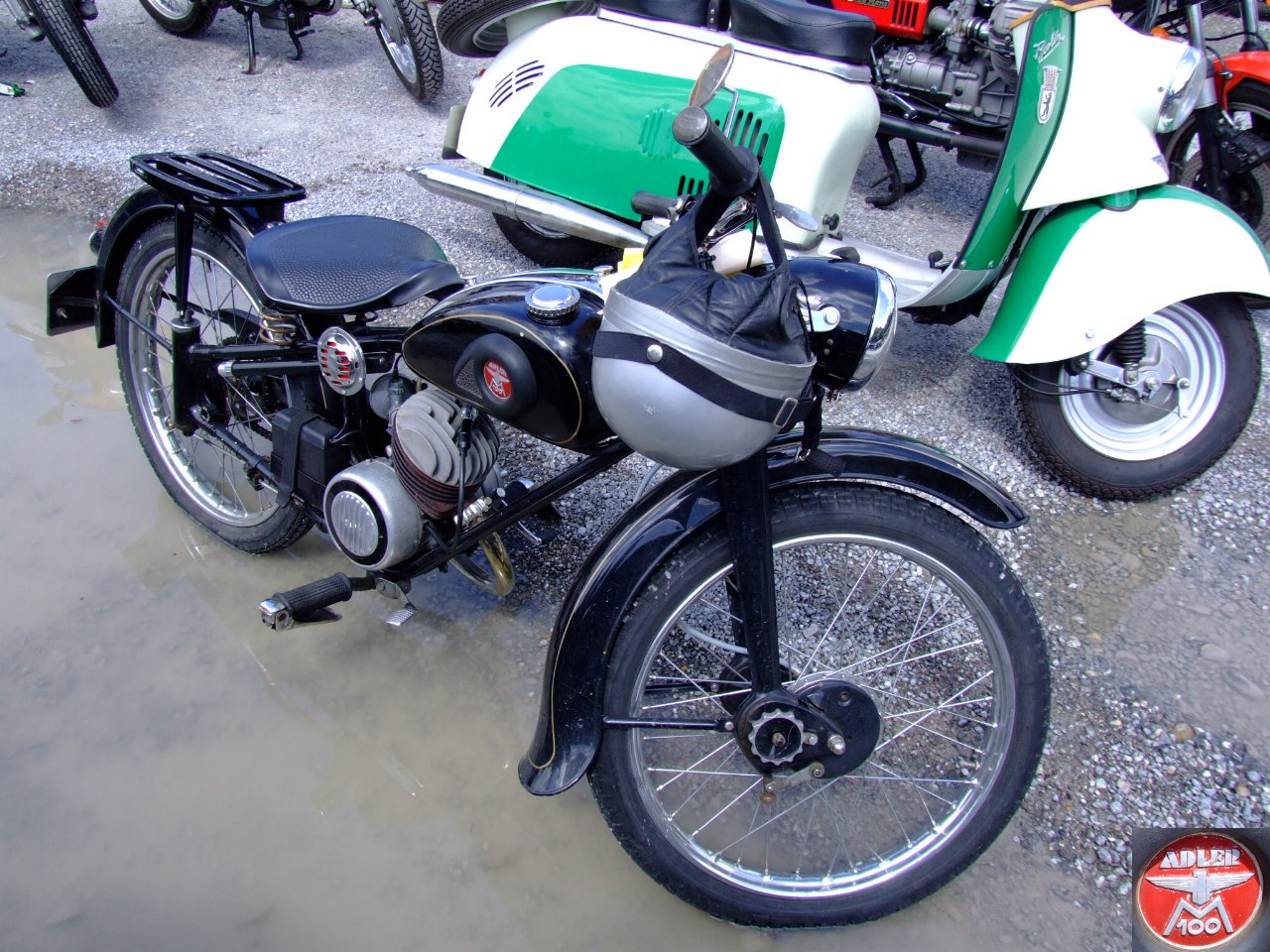
Adler M 100
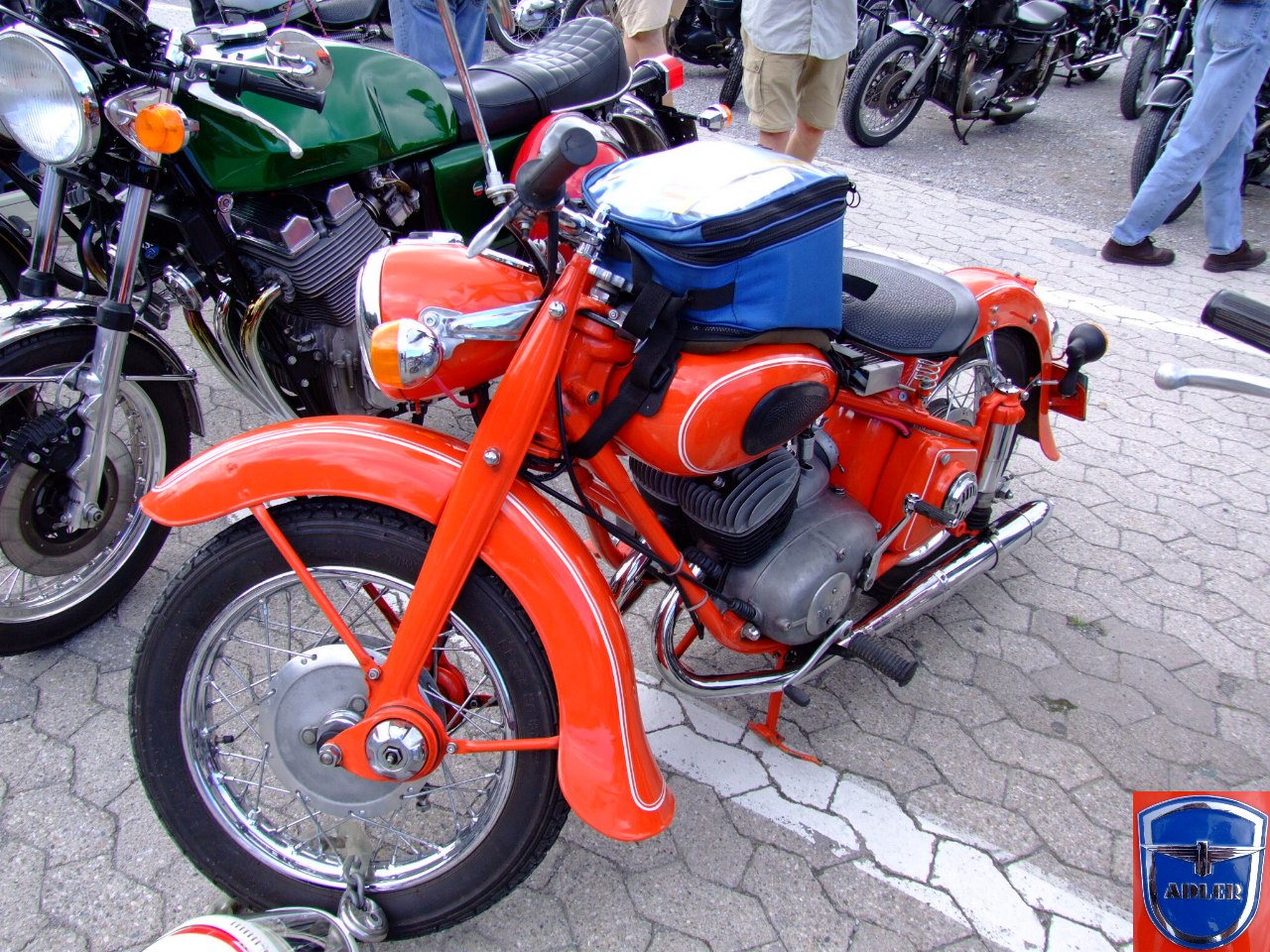
Adler
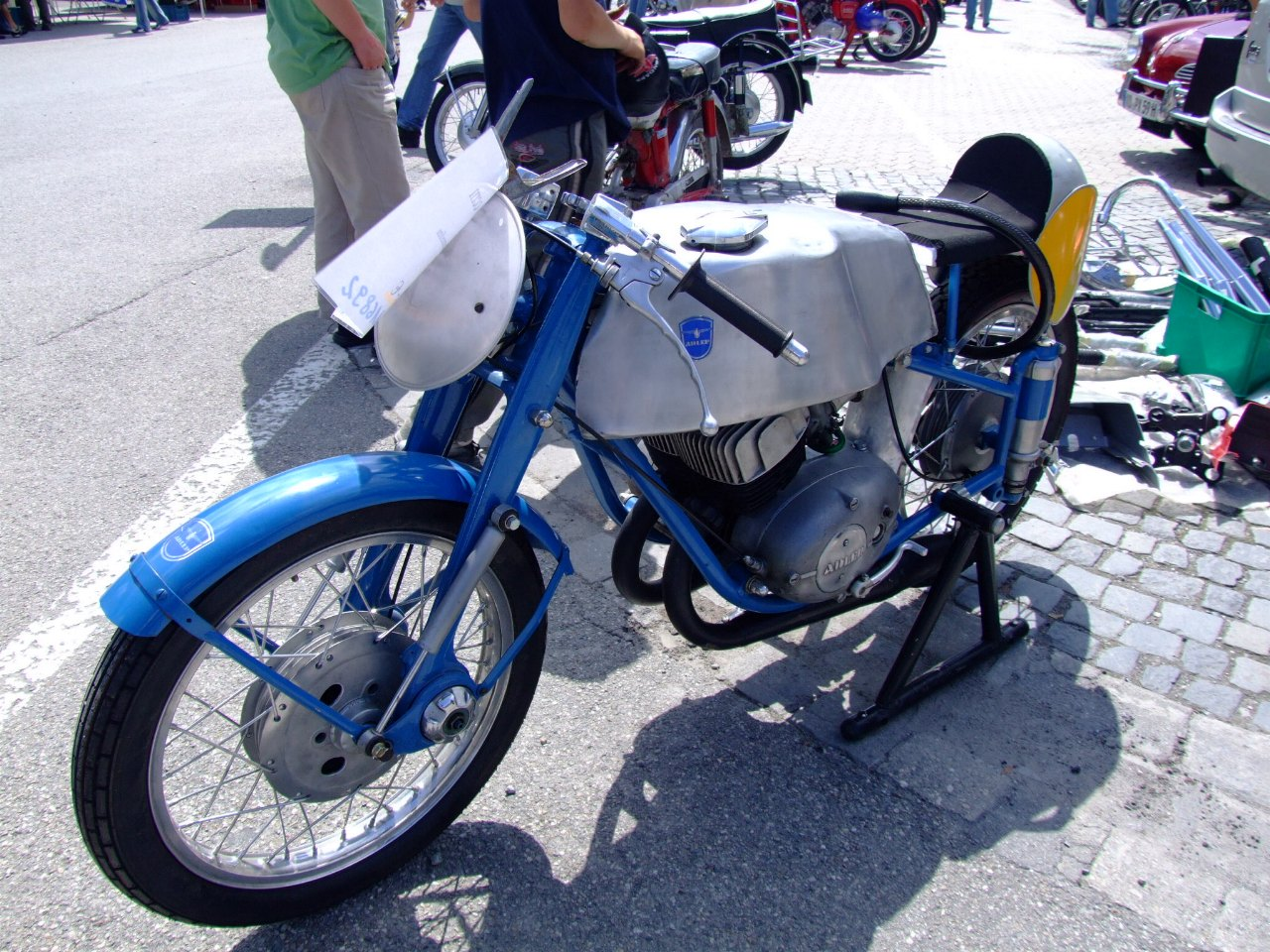
Adler MB 250 RS (1953)
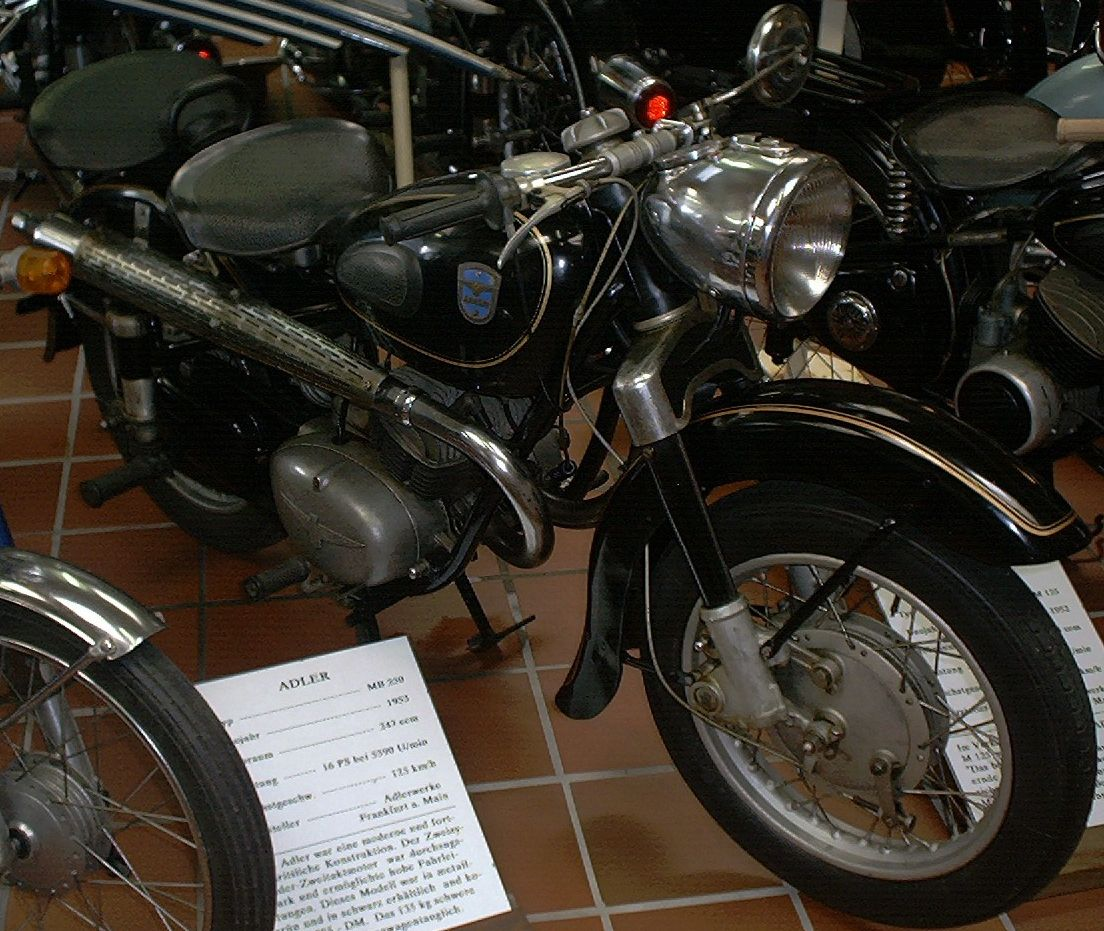
Adler MB 250, Baujahr 1953 aus dem Motorradmuseum Ibbenbüren
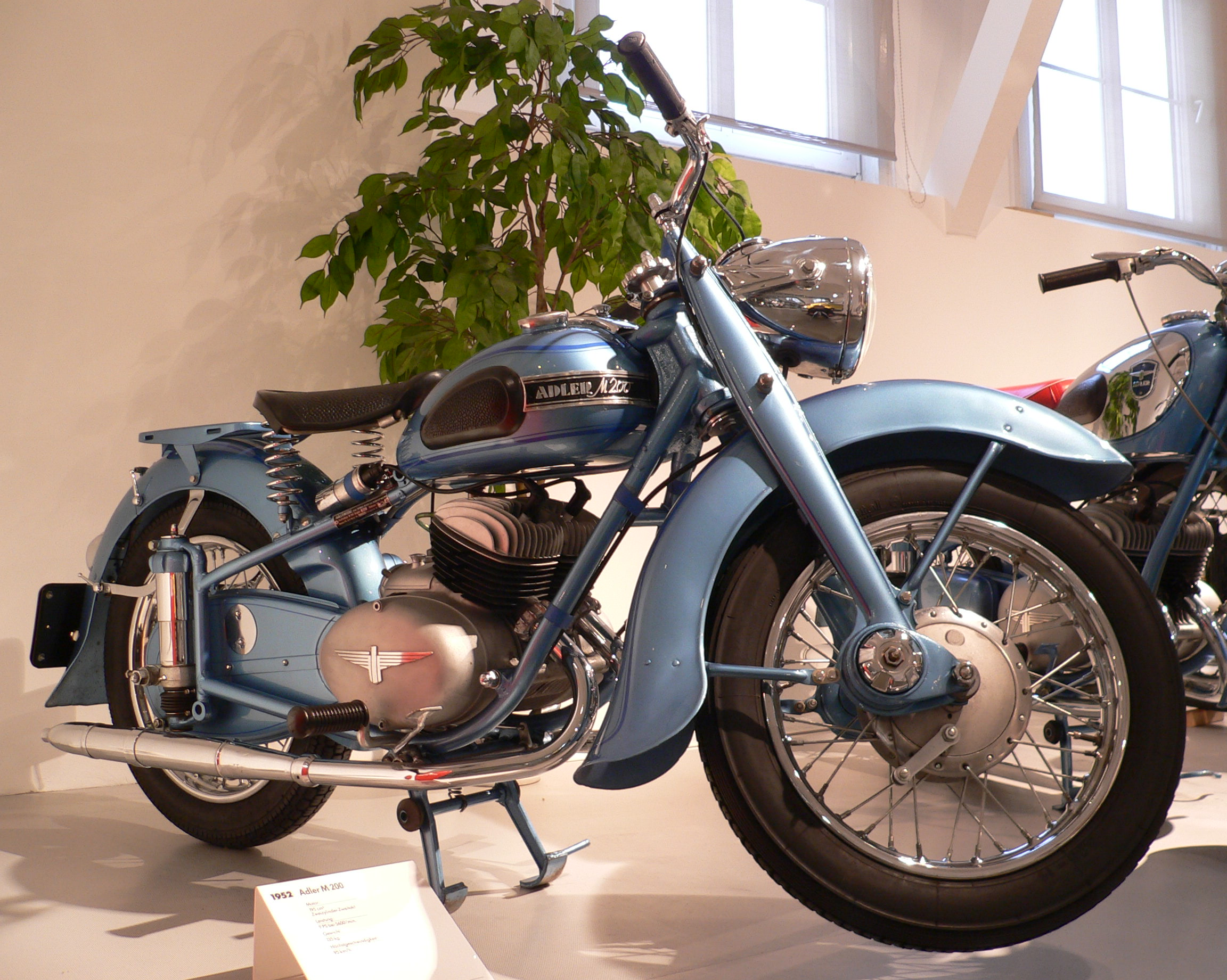
Adler „M 200“ von 1952 im Zweirad-Museum

## Adler e le macchine da ufficio

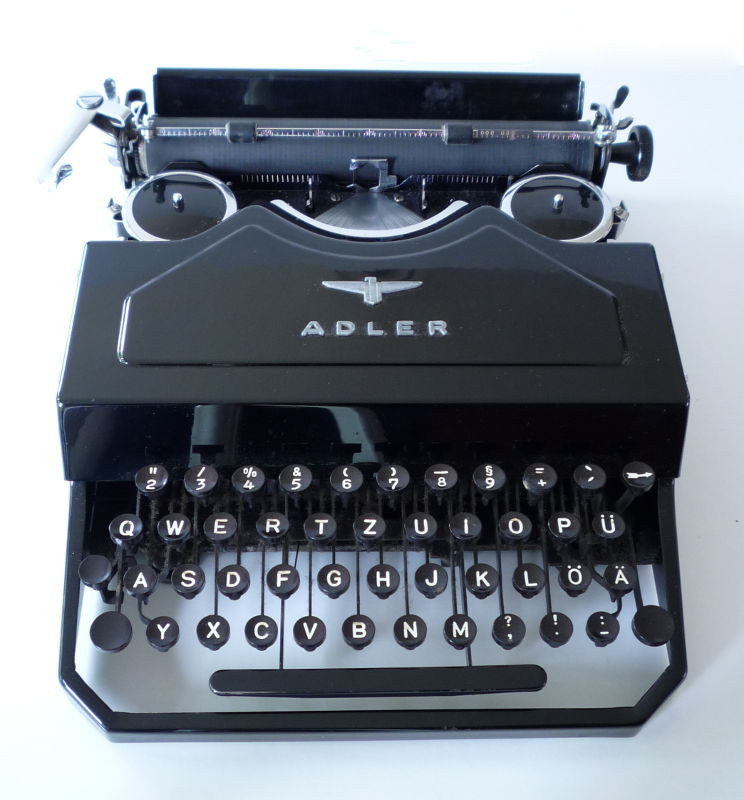
Macchina da scrivere portatile degli anni '30

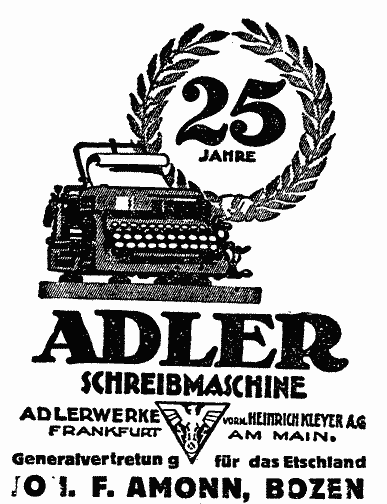
Pubblicità Adler di Bolzano, Fa. Amonn, 1925

Fin dal 1898 il gruppo industriale Adler si era dedicato anche al comparto delle macchine da ufficio e questo ramo sarà l'ultimo a rimanere funzionante dopo la cessazione delle attività collegate al settore dei trasporti. Nel 1957, quando già la società si era fusa con l'azienda fondata dal tedesco Siegfried Bettmann, la Triumph Werke Nürnberg AG, nata come consociata della inglese Triumph sempre fondata da Bettmann a fine '800, diventando così Triumph-Adler AG. La fusione fu ad opera di Max Grundig, fondatore della Grundig AG. Dopo ulteriori passaggi di proprietà per un certo periodo sarà anche dell'italiana Olivetti.